# Бистрицьке нафтове родовище
Бистрицьке нафтове родовище — належить до Бориславсько-Покутського нафтогазоносного району Передкарпатської нафтогазоносної області Західного нафтогазоносного регіону України.

## Опис
Розташоване у Надвірнянському районі Івано-Франківської області на відстані 21 км від м.Надвірна. Пов'язане з першим ярусом складок південно-східної частини Бориславсько-Покутської зони.
Виявлене в 1978 р.
Поклади приурочені до чотирьох насунутих одна на одну антикліналей: Південно-Поляницької, Поляницької, Південно-Бистрицької, Бистрицької. Амплітуда насувів 200—500 м. Загальна довжина структур родовища 12,5-14,0 м, ширина — 3,7-5,2 м, висота структурних елементів 300—1000 м.
Перший приплив нафти отримано в 1978 р. з менілітових відкладів з інт. 2404—2510 м.
Поклади пластові, склепінчасті, тектонічно екрановані. Режим Покладів пружний та розчиненого газу. Колектори — пласти пісковиків та алевролітів.
Експлуатується з 1978 р. Запаси початкові видобувні категорій А+В+С1: нафти — 4174 тис. т; розчиненого газу — 427 млн. м³. Густина дегазованої нафти 832—841 кг/м³. Вміст сірки у нафті 0,12-0,29 мас.%.